# Kościół Niepokalanego Poczęcia Najświętszej Marii Panny w Iławie (1860–1965)
Kościół Niepokalanego Poczęcia Najświętszej Marii Panny – kościół katolicki, który znajdował się w Iławie. Rozebrany w 1965 roku.

## Historia
Kościół powstał w latach 1858–1860 naprzeciwko Bramy Lubawskiej na terenach wojskowego toru jeździeckiego. Sprawa budowy tego kościoła, przeznaczonego na potrzeby rozwijającego się tu katolickiego ruchu religijnego mieszkańców Iławy, okolic oraz części garnizonu iławskiego, po długich staraniach u władz pruskich urealniła się po 1856 r. z chwilą przeniesienia do Iławy z Bonn, składającego się głównie z katolików, 4. szwadronu z 8. pułku huzarów. 31 maja 1861 r. konsekrowano kościół (erygowany 24 grudnia 1860). Od 1866 r. Proboszczem był Michał Czapiewski. Parafia utrzymywała się dzięki stowarzyszeniom diecezjalnym im. św. Wojciecha i św. Bonifacego. W czasie PRL-u znajdowało się w nim składowisko drewna. Z powodu budowy obwodnicy wokół Starego Miasta budynek został rozebrany w 1965 r.